# Появе
Появе (пол. Pojawie) — село в Польщі, у гміні Щурова Бжеського повіту Малопольського воєводства.
Населення — 457 осіб (2011).
У 1975-1998 роках село належало до Тарновського воєводства.

## Демографія
Демографічна структура станом на 31 березня 2011 року:
|          | Загалом | Допрацездатний вік | Працездатний вік | Постпрацездатний вік |
| -------- | ------- | ------------------ | ---------------- | -------------------- |
| Чоловіки | 243     | 61                 | 149              | 33                   |
| Жінки    | 214     | 36                 | 121              | 57                   |
| Разом    | 457     | 97                 | 270              | 90                   |